# 大卫·马洛夫

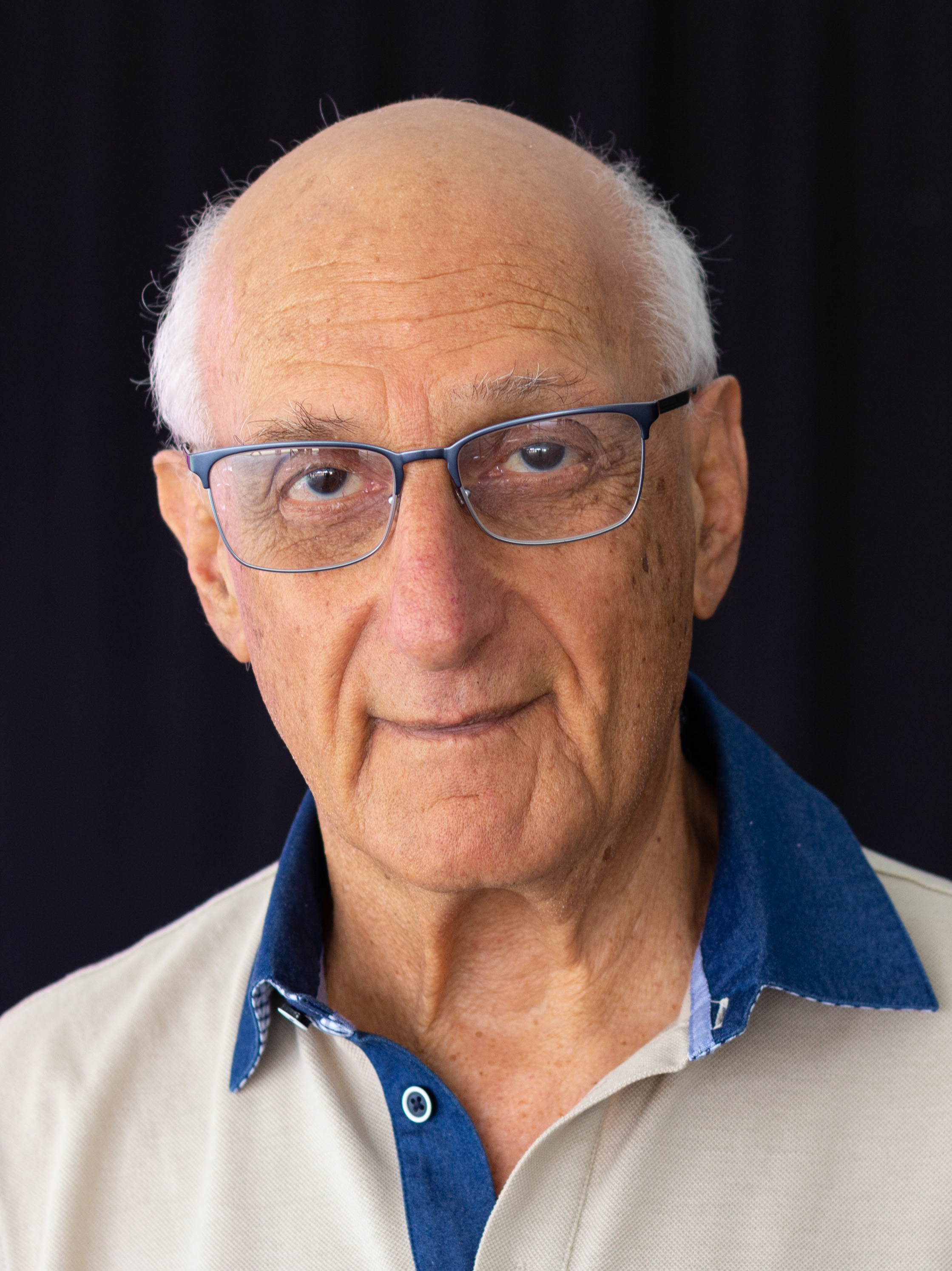
大卫·马洛夫

大卫·马洛夫AO （ 1934年3月20日—）是澳大利亚诗人、小说家、歌劇劇本作家。马卢夫出生于澳大利亚布里斯班，父亲是黎巴嫩基督徒，母亲是出生于英国的塞法迪犹太人。大卫·马洛夫的父亲的祖先于19世纪 80 年代从黎巴嫩移民至澳大利亞，母亲的祖先是塞法迪猶太人，而且经荷兰移居至英国，大卫·马洛夫的母親生於英國，并于1913 年移居至澳大利亚。大卫·马洛夫本人生於布里斯班。
大卫·马洛夫曾在昆士兰大学和悉尼大學上课， 1991年、1994年兩度獲頒费米娜奖外国文学奖，1996年獲頒国际IMPAC都柏林文学奖、2000年獲頒纽斯塔特国际文学奖。 2008年当选皇家文學學會院士。大卫·马洛夫自認自己是同性戀。